# 李何
李何（1918年—1962年），原名洪履和，字祖同，笔名小黎，男，福建闽侯人，中国新闻工作者。

## 生平
1918年出生于福建省闽侯县，1933年进入厦门大学学习，加入中国新民主主义青年团，后转入中山大学，1938年进入延安抗日军政大学学习，并加入中国共产党。1938年底受中共中央派遣，赴新疆工作。1939年1月任《新疆日报》国际版编辑并撰写社论。为编好国际版稿件，自学俄语。1943年随在新疆的共产党员被盛世才关押，直至1946年7月11日被主政新疆的张治中集体释放返回延安。1950年3月被新华社派遣至莫斯科成为新中国第一位驻国外记者。1958年回国担任《人民日报》社国际部副主任。

## 家庭
妻子瞿独伊。